# Jedi

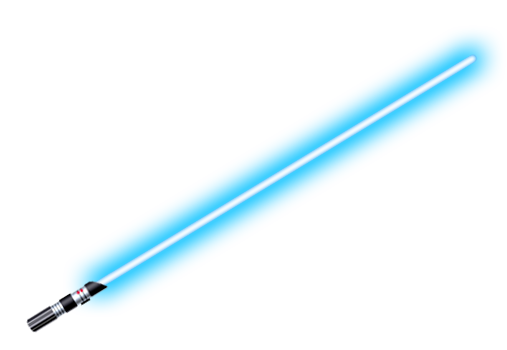
Blå ljussabel, en vanlig syn hos jedier.

En jedi är i det fiktiva Star Wars-universumet en person som är medlem av jediorden. Det är en orden vars medlemmar har gemensamt att de har förmågan att använda Kraften. Som lärling kallas en jedi för padawan och har en jedimästare eller jediriddare som mentor. En jedi påbörjar sin utbildning som mycket ung och i tjugoårsåldern, efter slutliga tester, kan lärlingen få rätten att kalla sig jediriddare (Jedi Knight på engelska) efter att en klassisk dubbningsceremoni utförts. En jedi lyder under en mängd regler och förordningar. Den som är jedi får inte ingå äktenskap. Det fanns dock jediriddare som ingick äktenskap (exempel på detta är Anakin Skywalker som hade ett förhållande med senatorn Padme Amidala). Om man inleder ett förälskat och/eller passionerat äktenskap kan man lätt ledas till den Mörka sidan av kraften.
Jediriddarna verkar som galaxens fredsbevarare och verkar i samverkan med det intergalaktiska rådet. Jedierna blev nästan utrotade då order 66 utfördes, och Darth Vader marscherade med klonlegion 501 till jeditemplet.
Jediordens främsta motståndare är sither, vilka de har stridit mot i millennier.

## Mörk jedi
Mörka jedier (eng. Dark Jedi) är de jediriddare som gått över till den mörka sidan. De bör ej förväxlas med Sith, som är en organiserad orden likt Jediorden.
Ett exempel på detta är Qui-Gon Jinns lärling innan Obi-Wan, Xanatos. Andra mörka jediriddare är Anakin Skywalker (Darth Vader), Greve Dooku (Darth Tyrannus), Asajj Ventress, Desann, Quinlan Vos, Tavion och Brakiss.

## Olika graders jedier

### Yngling
Ynglingar (eng. Youngling) är små barn som tas till jeditemplet för utbildning. Vid rätt ålder väljs de till en padawan av en jediriddare eller en jedimästare.

### Padawan
Padawan är en yngling som blivit utvald för vidare utbildning som jedilärling. Varje jedi får bara ta hand om en padawan. Om en padawan inte blir tilldelad en mentor vid 13 års ålder är den för gammal för att lära. På den mörka sidan finns bara en lärare, till skillnad från den ljusa sidan, där det kan finnas fler jedimästare med en padawan som lärling.

### Jediriddare
Jediriddare (eng. Jedi Knight) är steget efter padawan. En jediriddare har rätten att välja och sedan utbilda en padawan. Efter att ha utbildat en padawan färdigt kan jediriddaren bli en jedimästare. Till exempel var Anakin Skywalker en jediriddare tills han föll till den mörka sidan.
Han hade precis blivit medlem i Jedirådet men inte blivit utsed till jedimästare när han föll till den mörka sidan av kraften.

### Jedimästare
Jedimästare (eng. Jedi Master) är högt utbildade och kunniga jedier, som ofta har högt uppsatta positioner vid strider. Jedimästarna är experter på dueller och på att använda kraften. Tolv jedimästare brukar väljas till jedirådet, som styr och fattar viktiga beslut inom Jediorden.

### Jediernas stormästare
Jediernas stormästare (eng. Grand Master of the Jedi) är en titel som den äldsta och mest utbildade jedin erhåller. Jedimästaren Yoda är känd för att ha erhållit titeln. Det finns också en annan liknande titel, High Council Master, alltså den jedimästare som bestämmer om jedirådets angelägenheter. Oftast erhålls titeln dock av stormästaren. Mace Windu erhöll titeln 32 BBY men lämnade senare över titeln till Yoda.

## Jedikoden
There is no emotion, there is peace.
There is no ignorance, there is knowledge.
There is no passion, there is serenity.
There is no chaos, there is harmony.
There is no death, there is the Force
Jedifilosofi
I am a Jedi in my heart,
a Jedi in my mind,
a Jedi in my soul,
a Jedi in my spirit,
and a Jedi in all that I do and say.
I choose the path of the Jedi as a way and means to do that which is right, to illumination, to inner peace, and to calmness of mind.
I choose the path of the Jedi to express my profound allegiance and devotion to the Living Force.
I vow to uphold the Jedi teachings, and hereby devote my life to the cause of the Jedi, that I in turn may earn the right to be called a true Jedi.
I vow to honor the five parts of the Jedi Creed.
Jedicirkeln
The Five Practices; Meditation, Martial Application, Mediation, Awareness, and Self-Discipline.
The Five Tenets; Peace, Knowledge, Serenity, Harmony, the Force.
The Five Traits; Reliability, Objectivity, Humility, Patience, Wisdom.
The Five Truths; Commitment, Self-Honesty, Learning, Sacrifice, and Guidance.
The Five Misconceptions; Segregation, Religion, Compassion, Star Wars, Infallible.

## Lista över jedier
- Agen Kolar
- Ahsoka Tano
- Barriss Offee
- Desann
- Corran Horn
- Qui-Gon Jinn
- Obi-Wan Kenobi
- Ki-Adi-Mundi
- Kit Fisto
- Kyle Katarn
- Mara Jade
- Plo Koon
- Quinlan Vos
- Rahm Kota
- Rey
- Shaak Ti
- Anakin Skywalker
- Luke Skywalker
- Ben Skywalker
- Tavion
- Saesee Tiin
- Luminara Unduli
- Mace Windu
- Yoda
- Bultar Swan
- Eeth Koth
- Greve Dooku
- Oppo Rancisis
- Adi Gallia